# Макаллистер, Кевин
Ке́вин Мака́ллистер (исп. Kevin Mac Allister; родился 7 ноября 1997 года, Буэнос-Айрес, Аргентина) — аргентинский футболист, защитник клуба «Юнион».
Отец Кевина, Карлос — известный в прошлом футболист. Его братья Франсис и Алексис — также профессиональные футболисты.

## Биография
Макаллистер — воспитанник клуба «Архентинос Хуниорс». 27 февраля 2016 года в матче против «Эстудиантеса» он дебютировал в аргентинской Примере. По итогам сезона клуб вылетел из элиты. 6 сентября в матче против «Крусеро-дель-Норте» он дебютировал в аргентинской Примере B. По итогам сезона Макаллистер помог команде вернуться в элиту. В начале 2017 года он получил серьёзную травму колена из-за которой выбыл из строя на полгода и пропустил молодёжный чемпионат Южной Америки. 31 марта 2018 года в поединке против «Химнасии Ла-Плата» Кевин забил свой первый гол за «Архентинос Хуниорс». 28 января 2019 года перешёл в «Боку Хуниорс» на правах аренды сроком до 31 декабря 2019 года
.

## Достижения
«Юнион»
- Чемпион Бельгии: 2024/25
- Обладатель Кубка Бельгии: 2023/24
- Обладатель Суперкубка Бельгии: 2024